# Bandeira de Santo Amaro (Bahia)
A Bandeira de Santo Amaro é um símbolo municipal de Santo Amaro, município brasileiro na Bahia.
Feita em várias faixas tendo as mesmas cores do brasão da cidade. Na esquerda há um triangulo isósceles que representa a sede do município, nele está aplicado o brasão, símbolo do Governo Municipal. As duas faixas azuis representam a zona rural, aplicado a elas estão 2 flores-de-lis, símbolo heráldico atribuído a Nossa Senhora da Purificação (padroeira da cidade). Em solenidade cívica a bandeira foi hasteada pela primeira vez em 7 de Setembro de 1978, com a bênção do Monsenhor Antenor Celino de Souza e com a Banda Marcial da cidade a Cobrac.

Bandeira da Inconfidência Baiana

A Bandeira foi extraída do brasão de armas da cidade através de técnicas específicas heraldistas. A princípio a ideia era ligar a bandeira aos acontecimentos de 1798 tornando a bandeira histórica da Inconfidência Baiana a oficial de Santo Amaro. Seria uma maneira de resgatar a história e aproveitar oficialmente o símbolo da Inconfidência. Além disso seria uma forma de homenagem a Manuel Faustino dos Santos, um dos líderes da Inconfidência. Contudo foi tomada a opinião dos historiadores baianos que acharam por bem fazer a bandeira extraída do brasão.